# 阿伦·斯特瓦诺维奇
阿伦·斯特瓦诺维奇（Alen Stevanovic，1991年1月7日—），是一名塞尔维亚足球运动员，司职中场，目前效力于意甲俱乐部国际米兰。

## 俱乐部生涯
斯特瓦诺维奇在塞尔维亚球队拉力基队出道，在2009年加盟国际米兰。
2010年1月9日，他在国际米兰主场4比3击败锡耶纳的比赛中替补出场，首次在意甲联赛亮相。